# Oedaspis perkinsi
Oedaspis perkinsi
 es una especie de insecto del género Oedaspis de la familia Tephritidae del orden Diptera. 
Hardy y Drew la describieron científicamente por primera vez en el año 1996.